# Đội tuyển bóng đá U-23 quốc gia Singapore
Đội tuyển bóng đá U-23 quốc gia Singapore (tiếng Anh: Singapore national under-23 football team) là đội tuyển bóng đá U-23 quốc gia của Singapore. Đội tuyển trực thuộc tổ chức của hiệp hội bóng đá Singapore (FAS).
Các cầu thủ chủ yếu được lựa chọn từ đội tuyển Young Lions thuộc S.League.

## Danh hiệu

### Khu vực
- Đại hội Thể thao Đông Nam Á
  -  Huy chương đồng (3): 2007, 2009 và 2013
- Pestabola Merdeka
  -  Hạng ba (1): 2013

## Thành tích tại các giải đấu

### Thế vận hội
| Kỷ lục Thế vận hội | Kỷ lục Thế vận hội       | Kỷ lục Thế vận hội       | Kỷ lục Thế vận hội       | Kỷ lục Thế vận hội       | Kỷ lục Thế vận hội       | Kỷ lục Thế vận hội       | Kỷ lục Thế vận hội       | Kỷ lục Thế vận hội       |
| Năm                | Vòng                     | Vị trí                   | ST                       | T                        | H                        | B                        | BT                       | BB                       |
| ------------------ | ------------------------ | ------------------------ | ------------------------ | ------------------------ | ------------------------ | ------------------------ | ------------------------ | ------------------------ |
| 1992               | Không vượt qua vòng loại | Không vượt qua vòng loại | Không vượt qua vòng loại | Không vượt qua vòng loại | Không vượt qua vòng loại | Không vượt qua vòng loại | Không vượt qua vòng loại | Không vượt qua vòng loại |
| 1996               | Không vượt qua vòng loại | Không vượt qua vòng loại | Không vượt qua vòng loại | Không vượt qua vòng loại | Không vượt qua vòng loại | Không vượt qua vòng loại | Không vượt qua vòng loại | Không vượt qua vòng loại |
| 2000               | Không vượt qua vòng loại | Không vượt qua vòng loại | Không vượt qua vòng loại | Không vượt qua vòng loại | Không vượt qua vòng loại | Không vượt qua vòng loại | Không vượt qua vòng loại | Không vượt qua vòng loại |
| 2004               | Không vượt qua vòng loại | Không vượt qua vòng loại | Không vượt qua vòng loại | Không vượt qua vòng loại | Không vượt qua vòng loại | Không vượt qua vòng loại | Không vượt qua vòng loại | Không vượt qua vòng loại |
| 2008               | Không vượt qua vòng loại | Không vượt qua vòng loại | Không vượt qua vòng loại | Không vượt qua vòng loại | Không vượt qua vòng loại | Không vượt qua vòng loại | Không vượt qua vòng loại | Không vượt qua vòng loại |
| 2012               | Không vượt qua vòng loại | Không vượt qua vòng loại | Không vượt qua vòng loại | Không vượt qua vòng loại | Không vượt qua vòng loại | Không vượt qua vòng loại | Không vượt qua vòng loại | Không vượt qua vòng loại |
| 2016               | Không vượt qua vòng loại | Không vượt qua vòng loại | Không vượt qua vòng loại | Không vượt qua vòng loại | Không vượt qua vòng loại | Không vượt qua vòng loại | Không vượt qua vòng loại | Không vượt qua vòng loại |
| 2020               | Không vượt qua vòng loại | Không vượt qua vòng loại | Không vượt qua vòng loại | Không vượt qua vòng loại | Không vượt qua vòng loại | Không vượt qua vòng loại | Không vượt qua vòng loại | Không vượt qua vòng loại |
| 2024               | Không vượt qua vòng loại | Không vượt qua vòng loại | Không vượt qua vòng loại | Không vượt qua vòng loại | Không vượt qua vòng loại | Không vượt qua vòng loại | Không vượt qua vòng loại | Không vượt qua vòng loại |
| 2028               | Chưa xác định            | Chưa xác định            | Chưa xác định            | Chưa xác định            | Chưa xác định            | Chưa xác định            | Chưa xác định            | Chưa xác định            |
| 2032               | Chưa xác định            | Chưa xác định            | Chưa xác định            | Chưa xác định            | Chưa xác định            | Chưa xác định            | Chưa xác định            | Chưa xác định            |
| Tổng số            | 0/8                      | 0                        | 0                        | 0                        | 0                        | 0                        | 0                        | 0                        |

### Giải vô địch bóng đá U23 Châu Á
| Giải vô địch bóng đá U23 Châu Á | Giải vô địch bóng đá U23 Châu Á | Giải vô địch bóng đá U23 Châu Á | Giải vô địch bóng đá U23 Châu Á | Giải vô địch bóng đá U23 Châu Á | Giải vô địch bóng đá U23 Châu Á | Giải vô địch bóng đá U23 Châu Á | Giải vô địch bóng đá U23 Châu Á | Giải vô địch bóng đá U23 Châu Á |
| Năm                             | Vòng                            | Vị trí                          | ST                              | T                               | H                               | B                               | BT                              | BB                              |
| ------------------------------- | ------------------------------- | ------------------------------- | ------------------------------- | ------------------------------- | ------------------------------- | ------------------------------- | ------------------------------- | ------------------------------- |
| 2013                            | Không vượt qua vòng loại        | Không vượt qua vòng loại        | Không vượt qua vòng loại        | Không vượt qua vòng loại        | Không vượt qua vòng loại        | Không vượt qua vòng loại        | Không vượt qua vòng loại        | Không vượt qua vòng loại        |
| 2016                            | Không vượt qua vòng loại        | Không vượt qua vòng loại        | Không vượt qua vòng loại        | Không vượt qua vòng loại        | Không vượt qua vòng loại        | Không vượt qua vòng loại        | Không vượt qua vòng loại        | Không vượt qua vòng loại        |
| 2018                            | Không vượt qua vòng loại        | Không vượt qua vòng loại        | Không vượt qua vòng loại        | Không vượt qua vòng loại        | Không vượt qua vòng loại        | Không vượt qua vòng loại        | Không vượt qua vòng loại        | Không vượt qua vòng loại        |
| 2020                            | Không vượt qua vòng loại        | Không vượt qua vòng loại        | Không vượt qua vòng loại        | Không vượt qua vòng loại        | Không vượt qua vòng loại        | Không vượt qua vòng loại        | Không vượt qua vòng loại        | Không vượt qua vòng loại        |
| 2022                            | Không vượt qua vòng loại        | Không vượt qua vòng loại        | Không vượt qua vòng loại        | Không vượt qua vòng loại        | Không vượt qua vòng loại        | Không vượt qua vòng loại        | Không vượt qua vòng loại        | Không vượt qua vòng loại        |
| 2024                            | Không vượt qua vòng loại        | Không vượt qua vòng loại        | Không vượt qua vòng loại        | Không vượt qua vòng loại        | Không vượt qua vòng loại        | Không vượt qua vòng loại        | Không vượt qua vòng loại        | Không vượt qua vòng loại        |
| 2026                            | Chưa xác định                   | Chưa xác định                   | Chưa xác định                   | Chưa xác định                   | Chưa xác định                   | Chưa xác định                   | Chưa xác định                   | Chưa xác định                   |
| Tổng số                         | 0/5                             | 0                               | 0                               | 0                               | 0                               | 0                               | 0                               | 0                               |

### Đại hội Thể thao châu Á
| Kỷ lục Đại hội Thể thao châu Á | Kỷ lục Đại hội Thể thao châu Á | Kỷ lục Đại hội Thể thao châu Á | Kỷ lục Đại hội Thể thao châu Á | Kỷ lục Đại hội Thể thao châu Á | Kỷ lục Đại hội Thể thao châu Á | Kỷ lục Đại hội Thể thao châu Á | Kỷ lục Đại hội Thể thao châu Á | Kỷ lục Đại hội Thể thao châu Á |
| Năm                            | Vòng                           | Vị trí                         | ST                             | T                              | H*                             | B                              | BT                             | BB                             |
| ------------------------------ | ------------------------------ | ------------------------------ | ------------------------------ | ------------------------------ | ------------------------------ | ------------------------------ | ------------------------------ | ------------------------------ |
| 2002                           | Không tham dự                  | Không tham dự                  | Không tham dự                  | Không tham dự                  | Không tham dự                  | Không tham dự                  | Không tham dự                  | Không tham dự                  |
| 2006                           | Vòng 1                         | 23/32                          | 3                              | 0                              | 2                              | 1                              | 1                              | 3                              |
| 2010                           | Vòng 1                         | 19/24                          | 3                              | 0                              | 1                              | 2                              | 1                              | 6                              |
| 2014                           | Vòng 1                         | 17/29                          | 3                              | 1                              | 1                              | 1                              | 5                              | 5                              |
| 2018                           | Không tham dự                  | Không tham dự                  | Không tham dự                  | Không tham dự                  | Không tham dự                  | Không tham dự                  | Không tham dự                  | Không tham dự                  |
| 2022                           | Không tham dự                  | Không tham dự                  | Không tham dự                  | Không tham dự                  | Không tham dự                  | Không tham dự                  | Không tham dự                  | Không tham dự                  |
| Tổng số                        | 3/4                            | 0                              | 9                              | 1                              | 4                              | 4                              | 7                              | 14                             |

- Kể từ năm 2002, bóng đá tại Đại hội Thể thao châu Á thay đổi thành giải đấu U-23.

### Đại hội Thể thao Đông Nam Á
| Kỷ lục Đại hội Thể thao Đông Nam Á | Kỷ lục Đại hội Thể thao Đông Nam Á | Kỷ lục Đại hội Thể thao Đông Nam Á | Kỷ lục Đại hội Thể thao Đông Nam Á | Kỷ lục Đại hội Thể thao Đông Nam Á | Kỷ lục Đại hội Thể thao Đông Nam Á | Kỷ lục Đại hội Thể thao Đông Nam Á | Kỷ lục Đại hội Thể thao Đông Nam Á | Kỷ lục Đại hội Thể thao Đông Nam Á |
| Năm                                | Vòng                               | Vị trí                             | ST                                 | T                                  | H*                                 | B                                  | BT                                 | BB                                 |
| ---------------------------------- | ---------------------------------- | ---------------------------------- | ---------------------------------- | ---------------------------------- | ---------------------------------- | ---------------------------------- | ---------------------------------- | ---------------------------------- |
| 2001                               | Vòng bảng                          | 4/9                                | 4                                  | 2                                  | 0                                  | 2                                  | 10                                 | 3                                  |
| 2003                               | Vòng bảng                          | 5/8                                | 3                                  | 1                                  | 0                                  | 2                                  | 5                                  | 5                                  |
| 2005                               | Vòng bảng                          | 5/9                                | 4                                  | 2                                  | 1                                  | 1                                  | 3                                  | 2                                  |
| 2007                               | Đồng                               | 3/8                                | 5                                  | 2                                  | 2                                  | 1                                  | 10                                 | 7                                  |
| 2009                               | Đồng                               | 3/9                                | 5                                  | 2                                  | 2                                  | 1                                  | 8                                  | 8                                  |
| 2011                               | Vòng bảng                          | 5/11                               | 4                                  | 2                                  | 1                                  | 1                                  | 4                                  | 3                                  |
| 2013                               | Đồng                               | 3/10                               | 6                                  | 3                                  | 2                                  | 1                                  | 7                                  | 4                                  |
| 2015                               | Vòng bảng                          | 6/11                               | 4                                  | 2                                  | 0                                  | 2                                  | 5                                  | 4                                  |
| 2017                               | Vòng bảng                          | 6/11                               | 4                                  | 2                                  | 0                                  | 2                                  | 4                                  | 4                                  |
| 2019                               | Vòng bảng                          | 7/11                               | 5                                  | 1                                  | 1                                  | 3                                  | 7                                  | 6                                  |
| 2021                               | Vòng bảng                          | 6/10                               | 4                                  | 1                                  | 2                                  | 1                                  | 5                                  | 9                                  |
| 2023                               | Vòng bảng                          | 10/10                              | 4                                  | 0                                  | 1                                  | 3                                  | 2                                  | 13                                 |
| Tổng số                            | Huy chương đồng                    | 12/12                              | 52                                 | 20                                 | 12                                 | 20                                 | 70                                 | 67                                 |

| Lịch sử Đại hội Thể thao Đông Nam Á | Lịch sử Đại hội Thể thao Đông Nam Á | Lịch sử Đại hội Thể thao Đông Nam Á | Lịch sử Đại hội Thể thao Đông Nam Á |
| Năm                                 | Vòng                                | Tỷ số                               | Kết quả                             |
| ----------------------------------- | ----------------------------------- | ----------------------------------- | ----------------------------------- |
| 2007                                | Vòng 1                              | Singapore 0 – 0 Lào                 | Hòa                                 |
| 2007                                | Vòng 1                              | Singapore 3 – 2 Việt Nam            | Thắng                               |
| 2007                                | Vòng 1                              | Singapore 1 – 1 Malaysia            | Hòa                                 |
| 2007                                | Bán kết                             | Singapore 0 – 3 Thái Lan            | Thua                                |
| 2007                                | Hạng ba                             | Singapore 5 – 0 Việt Nam            | Thắng                               |
| 2009                                | Vòng 1                              | Singapore 2 – 2 Indonesia           | Hòa                                 |
| 2009                                | Vòng 1                              | Singapore 2 – 1 Myanmar             | Thắng                               |
| 2009                                | Vòng 1                              | Singapore 0 – 0 Lào                 | Hòa                                 |
| 2009                                | Bán kết                             | Singapore 1 – 4 Việt Nam            | Thua                                |
| 2009                                | Hạng ba                             | Singapore 3 – 1 Lào                 | Thắng                               |
| 2013                                | Vòng 1                              | Singapore 1 – 1 Lào                 | Hòa                                 |
| 2013                                | Vòng 1                              | Singapore 1 – 0 Việt Nam            | Thắng                               |
| 2013                                | Vòng 1                              | Singapore 2 – 0 Brunei              | Thắng                               |
| 2013                                | Vòng 1                              | Singapore 1 – 1 Malaysia            | Hòa                                 |
| 2013                                | Bán kết                             | Singapore 0 – 1 Thái Lan            | Thua                                |
| 2013                                | Hạng ba                             | Singapore 2 – 1 Malaysia            | Thắng                               |

### Giải vô địch bóng đá U-23 châu Á
| Thành tích Giải vô địch bóng đá U-23 châu Á | Thành tích Giải vô địch bóng đá U-23 châu Á | Thành tích Giải vô địch bóng đá U-23 châu Á | Thành tích Giải vô địch bóng đá U-23 châu Á | Thành tích Giải vô địch bóng đá U-23 châu Á | Thành tích Giải vô địch bóng đá U-23 châu Á | Thành tích Giải vô địch bóng đá U-23 châu Á | Thành tích Giải vô địch bóng đá U-23 châu Á | Thành tích Giải vô địch bóng đá U-23 châu Á |
| Năm                                         | Kết quả                                     | Vị trí                                      | ST                                          | T                                           | H                                           | B                                           | BT                                          | BB                                          |
| ------------------------------------------- | ------------------------------------------- | ------------------------------------------- | ------------------------------------------- | ------------------------------------------- | ------------------------------------------- | ------------------------------------------- | ------------------------------------------- | ------------------------------------------- |
| 2005                                        | Á quân                                      | 2/8                                         | 5                                           | 3                                           | 0                                           | 2                                           | 9                                           | 11                                          |
| 2011                                        | Bị hủy bỏ                                   | Bị hủy bỏ                                   | Bị hủy bỏ                                   | Bị hủy bỏ                                   | Bị hủy bỏ                                   | Bị hủy bỏ                                   | Bị hủy bỏ                                   | Bị hủy bỏ                                   |
| 2019                                        | Không tham dự                               | Không tham dự                               | Không tham dự                               | Không tham dự                               | Không tham dự                               | Không tham dự                               | Không tham dự                               | Không tham dự                               |
| 2022                                        | Vòng bảng                                   | 9/9                                         | 2                                           | 0                                           | 0                                           | 2                                           | 1                                           | 10                                          |
| 2023                                        | Không tham dự                               | Không tham dự                               | Không tham dự                               | Không tham dự                               | Không tham dự                               | Không tham dự                               | Không tham dự                               | Không tham dự                               |
| 2025                                        | Không tham dự                               | Không tham dự                               | Không tham dự                               | Không tham dự                               | Không tham dự                               | Không tham dự                               | Không tham dự                               | Không tham dự                               |
| Tổng số                                     | Á quân                                      | 2/8                                         | 7                                           | 3                                           | 0                                           | 4                                           | 10                                          | 21                                          |